# Сметанський Микола Іванович
Мико́ла Іва́нович Смета́нський (17 грудня 1947, с. Сокілець Немирівського району Вінницької області — 18 грудня 2013) — доктор педагогічних наук (1994), професор (1996), завідувач кафедри педагогіки Вінницького державного педагогічного університету ім. Михайла Коцюбинського (1987—2008), завідувач кафедри соціальної роботи Хмельницького інституту соціальних технологій Університету «Україна».

## Життєпис
Народився 17 грудня 1947 року в с. Сокілець Немирівського району Вінницької області. З 1969 по 1973 р. навчався на філологічному факультеті Вінницького державного педагогічного інституту імені М. Островського, який закінчив з відзнакою. Розпочав свою педагогічну діяльність на посаді вчителя української мови (1973) Качківської середньої школи Ямпільського району Вінницької області, а у 1976 році став її директором. Велику увагу приділяв учнівському самоврядуванню, на базі школи регулярно проводилися семінари за участі викладачів кафедри педагогіки і психології Вінницького педінституту.

## Професійна діяльність
1969—1973 — закінчив з відзнакою філологічний факультет Вінницького державного педагогічного інституту ім. м. Островського;
1973 — вчитель української мови Качківської середньої школи Ямпільського району (Вінницька область);
1976 — директор Качківської середньої школи;
1980 — старший викладач кафедри педагогіки Вінницького державного педагогічного інституту ім. м. Островського;
1981—1984 — навчання в цільовій аспірантурі Науково-дослідного інституту педагогіки АПН України;
1984 — захистив кандидатську дисертацію на тему «Діяльність учнівського самоврядування по формуванню в учнів бережливого ставлення до суспільної власності»;
1987—2008 рік — завідувач кафедри педагогіки Вінницького державного педагогічного університету ім. Михайла Коцюбинського;
1994 — захистив докторську дисертацію на тему "Формування соціальної відповідальності вчителя в системі «школа-вуз-школа»;
1996 — надано вчене звання професора кафедри педагогіки Вінницького державного педагогічного університету ім. Михайла Коцюбинського;

## Звання та нагороди
2002 — нагороджений нагрудним знаком МОН України «Відмінник освіти України» ;
2003—2006 — голова журі ІІ етапу Всеукраїнської олімпіади з педагогіки (відповідно до наказу Міністерства освіти і науки України);
2004 — лауреат обласної премії в галузі педагогіки;
2004 — нагороджений медаллю «За сприяння в охороні державного кордону України»;
2008 — надано звання «Почесний працівник університету»
Віцепрезидент Спілки творчих вчителів області «Слово».

## Наукова, педагогічна та навчально-методична робота
Професор М. І. Сметанський є автором понад 150 публікацій, серед яких монографії, навчальні посібники, наукові статті, методичні розробки. До кола наукових інтересів Миколи Івановича входили такі питання, як атестація навчально-виховних закладів, оцінювання якості педагогічної діяльності, організація самовиховання учнівської та студентської молоді.
М. І. Сметанський багато уваги приділяв підготовці науково-педагогічних кадрів, керував науково-дослідною роботою аспірантів та докторантів. Під його керівництвом підготовлено й успішно захищено більш як 50 кандидатських, 5 докторських дисертацій. Результатом плідного спілкування з аспірантами та колегами стала очолювана професором М. І. Сметанським наукова школа, яка працювала над розв'язанням проблем професійної підготовки майбутніх учителів.
Протягом тривалого часу М. І. Сметанський був головним редактором «Наукових записок Вінницького державного педагогічного університету імені Михайла Коцюбинського. Серія: Педагогіка і психологія». Систематично виступав рецензентом монографій, навчальних посібників, програм, дисертацій. Був експертом ВАКу з атестації кандидатських і докторських дисертацій з педагогіки.
М. І. Сметанський багато років був головою спеціалізованих Вчених рад із захисту кандидатських і докторських дисертацій у Хмельницькій національній академії прикордонних військ України, Відкритого міжнародного університету розвитку людини «Україна», членом спеціалізованих рад у Вінницькому державному педагогічному університеті ім. М. Коцюбинського, Тернопільському національному педагогічному університеті ім. В. Гнатюка. У 1997 р. під керівництвом М. І. Сметанського кафедра педагогіки організувала і провела Четверті Всеукраїнські педагогічні читання «Василь Сухомлинський і сучасність». Упродовж трьох років (2003—2005) на базі кафедри проводилася Всеукраїнська студентська олімпіада з педагогіки, головою оргкомітету якої був професор М. І. Сметанський. У 1996 р. кафедра провела Всеукраїнську науково-практичну конференцію «Актуальні проблеми формування творчої особистості вчителя».
Професор М. І. Сметанський очолював наукову групу викладачів кафедри педагогіки ВДПУ ім. М. Коцюбинського, які працювали над державними науковими дослідженнями: «Зміст педагогічної підготовки вчителів в умовах формування загальноєвропейського простору вищої освіти» (2005—2007) та «Методологія і технологія моніторингу якості педагогічної діяльності» (2008—2010). У результаті виконання останнього дослідження була розроблена модель атестації загальноосвітніх навчально-виховних закладів, що ґрунтувалася на нових підходах до діагностики та оцінювання якості педагогічної діяльності.
Професор М. І. Сметанський регулярно читав лекції і брав участь у наукових конференціях у Вищій педагогічній школі міста Лодзь (Польща), університеті ім. Казимира Великого у місті Бидгощ (Польща), був членом редакційної колегії двох університетських часописів зазначених навчальних закладів.

## Наукові публікації
1. Атестація і самоатестація загальноосвітніх шкіл: монографія / М. І. Сметанський, В. М. Галузяк, В. І. Шахов, М. І. Слободянюк; Вінниц. держ. пед. ун-т ім. М. Коцюбинського. — Вінниця: Книга-Вега, 2002. — 320 с. — ISBN 966-621-119-X.
2. Атестація загальноосвітніх шкіл / М. І. Сметанський, В. М. Галузяк, М. І. Слободянюк, В. І. Шахов ; Вінниц. держ. пед. ун-т ім. М.Коцюбинського. — Вінниця: РВВ ВАТ Віноблдрукарня, 2001. — 310 с. — ISBN 966-621-056-8.
3. Деякі аспекти поліпшення педагогічної освіти майбутніх учителів / М. Сметанський // Вища освіта України. — 2008. — № 1. — С. 103—109.
4. Діалог з опонентами / М. І. Сметанський, В. М. Галузяк // Педагогіка і психологія. — 2000. — № 1 (26). — С. 120—126.
5. Компаративний аналіз педагогічних поглядів А. С. Макаренка і В. О. Сухомлинського / М. Сметанський // Рідна школа. — 2006. — № 9. — С. 3—7.
6. Наукові записки Вінницького державного педагогічного університету ім. М. Коцюбинського / Ред. : М. І. Сметанський. — Вінниця, 2000. — 196 с. — (Педагогіка і психологія).
7. Наукові записки Вінницького державного педагогічного університету ім. М. Коцюбинського / Ред. : М. І. Сметанський. — Вінниця, 2004. — 207 с. — (Педагогіка і психологія; Вип. 10).
8. Наукові записки Вінницького державного педагогічного університету ім. М.Коцюбинського / Ред. : М. І. Сметанський. — Вінниця, 2004. — 206 с. — (Педагогіка і психологія; № 11).
9. Наукові записки Вінницького державного педагогічного університету ім. М.Коцюбинського / Ред. : М. І. Сметанський. — Вінниця, 2005. — 223 с. — (Педагогіка і психологія; № 12).
10. Педагогіка: навчальний посібник / В. М. Галузяк, М. І. Сметанський, В. І. Шахов. — Вінниця: ДП «Держ. картогр. ф-ка», 2006. — 400 с. — ISBN 966-7151-56-5.
11. Наукові записки Вінницького державного педагогічного університету ім. М. Коцюбинського / Ред. : М. І. Сметанський. — Вінниця, 2007. — 184 с. — (Педагогіка і психологія; Вип. 19).
12. Педагогіка: навчальний посібник / В. М. Галузяк, М. І. Сметанський, В. І. Шахов. — 4-те вид., виправл. і доповн. — Вінниця: Держ. картогр. ф-ка, 2007. — 400 с. — ISBN 966-621-040-1.
13. Проблема професіоналізму у вищій школі / М. Сметанський // Вища освіта України. — 2006. — № 2. — С. 67—72.
14. Теорія та технологія атестації педагогічних працівників / М. І. Сметанський, В. М. Галузяк, О. В. Шестопалюк, В. І. Шахов, Ю. М. Фурман ; Вінниц. держ. пед. ун-т ім. М.Коцюбинського. — Вінниця: Вінниця, 1998. — 199 с. — ISBN 966-527-038-9.